# القنب الهندي في فانواتو
يعتبر القنب الهندي في فانواتو غير قانوني للأغراض الترفيهية ولكنه قانوني للأغراض الطبية والصناعية.

## إجباري
أشار تقرير إخباري صدر عام 2017 إلى الزيادات الأخيرة في عمليات اعتقال القنب حيث حاولت الشرطة توضيح وإنفاذ قانون القنب في الجزر النائية حيث «لم يتكيف السكان المحليون». روى تقرير عام 2018 حادثة في جزيرة إيبي إلى ميناء بورت فيلا حيث تم نقل حوالي 60 شابًا من مالكولا تحت حراسة الشرطة لزراعة القنب وتوزيعه واستهلاكه.

## الإصلاح الطبي
أشار تقرير إخباري صدر في سبتمبر 2018 إلى أن نظام الرعاية الصحية الوطني في فانواتو كان يفكر في إجراء تجارب إكلينيكية على عقار قائم على القنب لعلاج مرض السكري. في 20 سبتمبر 2018, أصدر مجلس الوزراء الحكومي القرار 157/2018 الذي يسمح بإنشاء صناعات لإنتاج الحشيش الطبي والقنب الصناعي.